# Брэдли, Билл
Уильям Уоррен «Билл» Брэдли (англ. William Warren "Bill" Bradley; родился 28 июля 1943 года в Кристал-Сити, штат Миссури) — американский профессиональный баскетболист и политический деятель. Входит в Зал славы баскетбола, олимпийский чемпион 1964 года. После окончания спортивной карьеры стал политиком, на протяжении 18 лет (1979—1997) был сенатором США от штата Нью-Джерси. Участвовал в президентских выборах 2000 года, претендовал на право быть кандидатом от Демократической партии, проиграл на праймериз Альберту Гору, набрав 19,96 % голосов.

## Ранние годы
Билл Брэдли родился в Кристал-Сити, штат Миссури, в семье банкира Уоррена Брэдли и его супруги Сьюзи Кроу. В четвёртом классе он увлёкся баскетболом, проводил на площадке по три с половиной часа каждый день после школы. Брэдли был лидером баскетбольной команды старшей школы Кристал-сити, за годы учёбы он набрал в чемпионате среди школьных команд 3068 очков, дважды попадал в символическую сборную США среди школьников. Имея помимо спортивных достижений высокие оценки, после окончания школы Брэдли получил предложения обучаться со стипендией от 75 колледжей.
Брэдли выбрал Принстонский университет, хотя колледжи Лиги плюща не предоставляли спортивные стипендии. В университете он вырос до игрока национального уровня, три раза включался в сборную страны среди студентов, в 1965 году был признан лучшим игроком года и получил приз имени Джеймса Салливана, присуждаемый Союзом любительского спорта лучшему спортсмену года. За четыре года в Принстоне Брэдли набрал 2503 очка, в среднем по 30,2 очков за игру, установил несколько рекордов NCAA, четырежды приводил команду университета к победе в чемпионате Лиги плюща, в последний год был капитаном команды. Он окончил университет со степенью бакалавра американской истории, получил престижную стипендию Родса для продолжения обучения в Ворчестерском колледже Оксфордского университета, где изучал политику, философию, экономику и получил степень магистра.
В 1964 году он был капитаном баскетбольной сборной США, которая завоевала золотые медали на Олимпийских играх в Токио, победив в финале сборную СССР.

## Профессиональный баскетбол
Во время учёбы в Оксфорде Брэдли один сезон профессионально выступал в Италии за баскетбольный клуб «Олимпия Милан», с которым 1 апреля 1966 года выиграл Кубок европейских чемпионов (главный клубный трофей Европы). В 1967 году, после окончания обучения, Брэдли вернулся в США и присоединился к клубу Национальной баскетбольной ассоциации «Нью-Йорк Никс», который выбрал его на драфте 1965 года, использовав право территориального выбора. Свой первый сезон в НБА Брэдли начал на позиции атакующего защитника, принял участие в 45 матчах, набрал 360 очков (8 в среднем за игру). Со второго сезона он перешёл на более привычную ему позицию лёгкого форварда и вскоре стал одним из ведущих игроков команды.
В сезоне 1969/70 Брэдли помог «Никс» впервые в истории команды выиграть чемпионат НБА, а в сезоне 1972/73 повторить это достижение. Таким образом Брэдли стал первым баскетболистом, которому удалось выиграть золотую медаль Олимпийских игр, Кубок европейских чемпионов и чемпионат НБА, в начале XXI века это достижение повторил аргентинец Ману Джинобили. Во втором чемпионском сезоне Брэдли принял участие в своём единственном Матче всех звёзд и показал лучшую результативность в своей профессиональной карьере - 16,1 очков в среднем за игру. В НБА Брэдли не стал звездой того же уровня, что и в колледже. За десять лет в «Никс» «Доллар Билл», как его прозвали болельщики, набрал 9217 очков, т. е. 12,4 очков в среднем за игру. В 1977 году Брэдли завершил карьеру профессионального баскетболиста, в 1983 году он был включён в Зал славы баскетбола, в 1984 году его 24-й номер был выведен из обращения в «Нью-Йорк Никс».

## Политическая карьера
Почти сразу после завершения игровой карьеры стал политиком.
В 1978 году в возрасте 35 лет демократ Брэдли участвовал в выборах в Сенат США от штата Нью-Джерси. Он победил республиканца Джеффри Белла, набрав 55 % голосов. В Сенате Брэдли слыл активным сторонником левого курса, однако иногда он поддерживал действия администрации Рональда Рейгана, например, в вопросе поддержки контрас в Никарагуа.
В 1984 году Брэдли был переизбран с 64% голосов. В 1990 году он был переизбран в третий раз, но уже одержал победу не так убедительно, его конкуренткой была Кристин Тодд Уайтман, ставшая впоследствии губернатором Нью-Джерси. В 1996 году Брэдли отказался идти на четвёртый срок и на некоторое время ушёл из политики.
На президентских выборах 2000 года Брэдли выставил свою кандидатуру против действующего вице-президента Альберта Гора в борьбе за право стать единым кандидатом от Демократической партии. Его программа была более леволиберальна, чем у Гора, включая положения о системе всеобщего здравоохранения, контроле за распространением оружия и реформе финансирования политических кампаний. В поддержку Брэдли активно выступали такие личности, как кинорежиссёр и большой поклонник баскетбола Спайк Ли, активистка движения за права женщин Бетти Фридан, звезда баскетбола Майкл Джордан и бывший партнёр Брэдли по «Никс», Фил Джексон. На праймериз Брэдли уступил Гору, набрав 19,96 %.
После поражения на выборах Брэдли занялся бизнесом. В настоящее время он является финансовым директором Allen & Company LLC. Написал шесть книг, посвящённых американской политике, культуре и экономике, ведёт на радио еженедельную программу American Voices («Голоса Америки»).

## Статистика

### Статистика в НБА
| Сезон                                                                                    | Команда  | Регулярный сезон | Регулярный сезон | Регулярный сезон | Регулярный сезон | Регулярный сезон | Регулярный сезон | Регулярный сезон | Регулярный сезон | Регулярный сезон | Регулярный сезон | Регулярный сезон | Серия плей-офф | Серия плей-офф | Серия плей-офф | Серия плей-офф | Серия плей-офф | Серия плей-офф | Серия плей-офф | Серия плей-офф | Серия плей-офф | Серия плей-офф | Серия плей-офф |
| Сезон                                                                                    | Команда  | GP               | GS               | MPG              | FG%              | 3P%              | FT%              | RPG              | APG              | SPG              | BPG              | PPG              | GP             | GS             | MPG            | FG%            | 3P%            | FT%            | RPG            | APG            | SPG            | BPG            | PPG            |
| ---------------------------------------------------------------------------------------- | -------- | ---------------- | ---------------- | ---------------- | ---------------- | ---------------- | ---------------- | ---------------- | ---------------- | ---------------- | ---------------- | ---------------- | -------------- | -------------- | -------------- | -------------- | -------------- | -------------- | -------------- | -------------- | -------------- | -------------- | -------------- |
| 1967/68                                                                                  | Нью-Йорк | 45               |                  | 19,4             | 41,6             |                  | 73,1             | 2,5              | 3,0              |                  |                  | 8,0              | 6              |                | 10,7           | 42,9           |                | 69,2           | 1,0            | 0,3            |                |                | 5,5            |
| 1968/69                                                                                  | Нью-Йорк | 82               |                  | 29,4             | 42,9             |                  | 81,4             | 4,3              | 3,7              |                  |                  | 12,4             | 10             |                | 41,9           | 46,1           |                | 76,9           | 7,3            | 4,0            |                |                | 16,0           |
| 1969/70                                                                                  | Нью-Йорк | 67               |                  | 31,3             | 46,0             |                  | 82,4             | 3,6              | 4,0              |                  |                  | 14,5             | 19             |                | 32,4           | 42,9           |                | 81,4           | 3,8            | 3,2            |                |                | 12,4           |
| 1970/71                                                                                  | Нью-Йорк | 78               |                  | 29,5             | 45,3             |                  | 82,3             | 3,3              | 3,6              |                  |                  | 12,4             | 12             |                | 30,7           | 42,4           |                | 73,7           | 3,4            | 3,6            |                |                | 10,5           |
| 1971/72                                                                                  | Нью-Йорк | 78               |                  | 35,6             | 46,5             |                  | 84,9             | 3,2              | 4,0              |                  |                  | 15,1             | 16             |                | 37,1           | 46,7           |                | 83,9           | 2,9            | 3,4            |                |                | 16,2           |
| 1972/73                                                                                  | Нью-Йорк | 82               |                  | 36,6             | 45,9             |                  | 87,1             | 3,7              | 4,5              |                  |                  | 16,1             | 17             |                | 34,5           | 44,8           |                | 80,0           | 3,4            | 2,6            |                |                | 14,0           |
| 1973/74                                                                                  | Нью-Йорк | 82               |                  | 34,3             | 45,1             |                  | 87,4             | 3,1              | 3,0              | 0,5              | 0,3              | 14,0             | 12             |                | 35,4           | 39,6           |                | 86,2           | 2,3            | 1,1            | 0,6            | 0,3            | 12,6           |
| 1974/75                                                                                  | Нью-Йорк | 79               |                  | 35,3             | 43,6             |                  | 87,3             | 3,2              | 3,1              | 0,9              | 0,2              | 13,3             | 3              |                | 29,3           | 37,5           |                | 100,0          | 3,0            | 2,0            | 0,7            | 0,0            | 6,7            |
| 1975/76                                                                                  | Нью-Йорк | 82               |                  | 33,0             | 43,3             |                  | 87,8             | 2,9              | 3,0              | 0,8              | 0,2              | 11,1             | Не участвовал  | Не участвовал  | Не участвовал  | Не участвовал  | Не участвовал  | Не участвовал  | Не участвовал  | Не участвовал  | Не участвовал  | Не участвовал  | Не участвовал  |
| 1976/77                                                                                  | Нью-Йорк | 67               |                  | 15,3             | 46,4             |                  | 81,0             | 1,5              | 1,9              | 0,4              | 0,1              | 4,3              | Не участвовал  | Не участвовал  | Не участвовал  | Не участвовал  | Не участвовал  | Не участвовал  | Не участвовал  | Не участвовал  | Не участвовал  | Не участвовал  | Не участвовал  |
|                                                                                          | Всего    | 742              |                  | 30,7             | 44,8             |                  | 84,0             | 3,2              | 3,4              | 0,7              | 0,2              | 12,4             | 95             |                | 33,3           | 43,8           |                | 80,5           | 3,5            | 2,8            | 0,6            | 0,2            | 12,9           |
| Наведите курсор мыши на аббревиатуры в заголовке таблицы, чтобы прочесть их расшифровку. |          |                  |                  |                  |                  |                  |                  |                  |                  |                  |                  |                  |                |                |                |                |                |                |                |                |                |                |                |

## Награды
- Президентская гражданская медаль[англ.] (2 января 2025)[7]